# Monochamus regularis
Monochamus regularis là một loài bọ cánh cứng trong họ Cerambycidae.